# Sakon Yamamoto
Sakon Yamamoto, (născut la data de 9 iulie 1982, în Toyohashi, Japonia) este un pilot de curse care a concurat în Campionatul Mondial de Formula 1 în sezoanele 2006, 2007 și 2010.

## Cariera în Formula 1
| Sezon | Echipă                      | Număr puncte | Loc clasament general |
| ----- | --------------------------- | ------------ | --------------------- |
| 2005  | Jordan Grand Prix           | Pilot teste  | -                     |
| 2006  | Super Aguri F1              | 0            | -                     |
| 2007  | Etihad Aldar Spyker F1 Team | 0            | -                     |
| 2008  | ING Renault F1 Team         | Pilot teste  | -                     |
| 2010  | Hispania Racing F1 Team     | 0            | -                     |
| 2011  | Marussia Virgin Racing      | Pilot teste  | -                     |